# Micheline Lanctôt
Pour les articles homonymes, voir Lanctôt.
Micheline Lanctôt, née le 12 mai 1947 à Montréal, au Québec, est une actrice, réalisatrice, scénariste, productrice de cinéma et monteuse québécoise.

## Biographie
Elle naît à Montréal, à l'hôpital Notre-Dame, en 1947. Peu après, sa famille habite sur un verger à Frelighsburg, puis retourne s'installer à Outremont quand les aînés des enfants entrent à l'école.
Micheline Lanctôt a fait ses études au Collège Jésus-Marie d'Outremont. Elle a également complété un diplôme d'études supérieures en musique à l'École Vincent-d'Indy (piano, violoncelle). Après une année en histoire de l'art à l'Université de Montréal puis un court passage à l'École des beaux-arts, elle entre dans un studio d'animation. Elle y reste quelques mois, le temps de postuler un emploi à l'Office national du film du Canada (ONF), où elle travaille un peu plus d'un an. Elle quitte l'ONF pour devenir assistante-animatrice chez Potterton Productions à Montréal. Après trois ans, elle devient animatrice. C'est à ce moment qu'elle est approchée par Gilles Carle pour jouer le rôle-titre dans La Vraie Nature de Bernadette. Elle poursuit son travail d'animatrice à la pige tout en enchaînant les rôles. En 1973, elle tourne en France dans le premier long métrage de Jean-Charles Tacchella, Voyage en Grande Tartarie.
Sa carrière d'actrice au cinéma débute en 1972 avec la sélection officielle de La Vraie Nature de Bernadette au prestigieux Festival de Cannes. Par la suite, elle tourne avec Richard Dreyfuss dans Apprentissage de Duddy Kravitz. Elle rencontre alors Ted Kotcheff lors du tournage et s'établit avec lui à Los Angeles où elle habite jusqu'en 1980, ce qui ne l'empêche pas de revenir fréquemment à Montréal pour jouer au cinéma et à la télévision.
En 1979, elle écrit et réalise son premier long métrage, L'Homme à tout faire. Sorti en 1980, ce film est sélectionné par la Quinzaine des réalisateurs au Festival de Cannes et remporte une médaille d'argent au Festival international du film de Saint-Sébastien. Elle enchaîne avec Sonatine, qui lui vaut le Lion d'argent à la Mostra de Venise en 1984. Son premier enfant, Simone, naît en 1982, et son fils Francis en 1985. Après une brève incursion dans le documentaire avec le long métrage La Poursuite du bonheur en 1987, elle revient à la fiction et réalise le téléfilm Onzième Spéciale en 1989.
Elle continue de mener de front sa carrière d'actrice et de réalisatrice et produit, écrit et réalise en 1993 le film Deux actrices, film indépendant à très petit budget, qui lui vaut le prix du meilleur film aux Rendez-vous du cinéma québécois.
Son film suivant, La Vie d'un héros, sort en 1994 et fait l'objet d'une controverse publique. La carrière du film est compromise, mais le film mérite le commentaire élogieux de « tour de force cinématographique » au Festival du film de Mill Valley en Californie. 
Elle attendra six ans avant de tourner, toujours à titre d'indépendant, son long métrage suivant, Le Piège d'Issoudun, sur un sujet difficile. Suivront Les Guerriers, téléfilm adapté d'une pièce de Michel Garneau, puis Le Mythe de la bonne mère, documentaire éponyme, Suzie, Pour l'amour de Dieu et finalement Autrui en 2014.
En 2014, elle reçoit le Jutra-Hommage pour sa persévérance lors de la 17e soirée des prix Jutra,.
Elle continue à jouer au cinéma et à la télévision, à enseigner la direction d'acteurs à l'Université Concordia commencée en 1982, et poursuit sa carrière de cinéaste. Elle est périodiquement invitée d'honneur à l'émission humoristique La soirée est (encore) jeune.
Plus récemment en 2019, Micheline Lanctôt réalise son neuvième long métrage de fiction au cinéma, Une manière de vivre, présenté en première lors de la soirée d’ouverture du 38e Festival du cinéma international en Abitibi-Témiscamingue.

## Filmographie

### Cinéma
- 1972 : La Vraie Nature de Bernadette de Gilles Carle : Bernadette
- 1973 : Souris, tu m'inquiètes (moyen métrage) d'Aimée Danis : Francine Beauchemin
- 1973 : Les Corps célestes de Gilles Carle : Sweetie
- 1973 : Noël et Juliette : Monique
- 1974 : Voyage en Grande Tartarie de Jean-Charles Tacchella : Daphné
- 1974 : L'Apprentissage de Duddy Kravitz (The Apprenticeship of Duddy Kravitz) de Ted Kotcheff : Yvette
- 1974 : Child Under a Leaf : Beverly
- 1976 : Ti-Cul Tougas de Jean-Guy Noël : Odette
- 1978 : Les Liens de sang de Claude Chabrol : Madame Carella
- 1978 : Blood & Guts : Lucky Brown
- 1979 : Mourir à tue-tête : la monteuse
- 1980 : L'Affaire Coffin : Maureen Patterson
- 1985 : Passage nuageux
- 1994 : Ruth : la mère
- 1996 : L'Oreille d'un sourd : Sophie
- 1997 : J'en suis ! : huissier Saisibec
- 1997 : La Vengeance de la femme en noir : la réalisatrice
- 1998 : Le Cœur au poing
- 1998 : Aujourd'hui ou jamais : Arlette
- 1999 : Le Petit ciel : une veuve
- 1999 : Quand je serai parti... vous vivrez encore : Rose-Aimée Bouchard
- 2002 : Women Without Wings : Zef
- 2003 : Comment ma mère accoucha de moi durant sa ménopause : mère
- 2003 : Les Invasions barbares : Carole, l'infirmière aigrie
- 2003 : Children of the Setting Suns : mère (segment 1)
- 2004 : Le bonheur c'est une chanson triste : la chauffeuse d'autobus
- 2004 : A Year in the Death of Jack Richards : Julie Duceppe
- 2005 : Tripping the Wire: A Stephen Tree Mystery (Téléfilm) : Hélène Peacock
- 2005 : Familia : Madeleine
- 2009 : Suzie : Suzie
- 2010 : Good Neighbours ("Notre-Dame-de-Grâce" en français québécois) : Mme Gauthier
- 2010 : Pour l'amour de Dieu : Léonie à 62 ans
- 2011 : Penthouse 5-0 : Pauline Nantel, la mère de Louise
- 2013 : Sarah préfère la course de Chloé Robichaud : entraîneuse McGill
- 2014 : Les Jaunes de Rémi Fréchette : Nel
- 2015 : Guibord s'en va-t-en guerre de Philippe Falardeau : la mairesse
- 2016 : Nitro Rush de Alain DesRochers : la femme en noir
- 2017 : Les Affamés de Robin Aubert : Pauline
- 2017 : Claire l'hiver (Winter Claire) de Sophie Bédard Marcotte : mère de Claire
- 2020 : Le Rire de Martin Laroche : Jeanne
- 2022 : Arsenault et Fils de Rafaël Ouellet : Irène
- 2022 : Arlette de Mariloup Wolfe : présidente de l'Assemblée nationale du Québec
- 2023 : Frontières de Guy Édoin : Angèle Messier
- 2023 : Simple comme Sylvain de Monia Chokri : Madeleine, la mère de Sophia

### Télévision
- 1977 - 1980 : Jamais deux sans toi : Marie-Josée Lafleur
- 1990 - 1992 : Jamais deux sans toi, la suite : Marie-Josée Lafleur
- 1992 - 1995 : Scoop : Alice Simard
- 1994 - 1995 : Triplex : Marie-Hélène Rodier
- 1994 - 1996 : Les héritiers Duval : Marie-Josée Lafleur
- 1996 - 1997 : Omertà : Lucille Mallette
- 1998 - 1999 : Réseaux : Laurence Gagnon
- 1999 : Le Polock : Aurore Langlois
- 2000 : Tag : Ariane Rousseau
- 2002 : Bunker, le cirque : Lise Langlois
- 2003 : Le Cœur découvert : Rose
- 2004 : Le Monde de Charlotte : Huguette Benoît
- 2004 - 2006 : Un monde à part : Huguette Benoît
- 2006 : Le 7e Round : Marcelle Michaud
- 2008 - 2012 : Belle-Baie : Glenda Paulin
- 2012 - 2015 : Unité 9 : Élise Beaupré
- 2012 - 2019 : O' : Solange O'Hara
- 2013 : Les Jaunes de Rémi Fréchette (web-série) : Nel
- 2016 : Fatale-Station : Jean O'Gallagher
- 2017 : The Disappearance de Normand Daneau et Geneviève Simard : lieutenant-détective Susan Bowden
- 2020 - 2022 : Toute la vie : Édith Leclerc
- 2021 : Patrick Senécal présente (TV, épisode 9 intitulé "Vieux couple") de Stéphane Lapointe : la veuve
- 2022 - 2024 : Le temps des framboises de Philippe Falardeau (saison 1) et Guillaume Lonergan (saison 2) : Martha Conley
- 2023 - 2024 : À cœur battant : Édith Leclerc

### Comme réalisatrice
- 1975 : A Token Gesture
- 1980 : L'Homme à tout faire
- 1984 : Sonatine
- 1988 : Onzième spéciale
- 1993 : Deux actrices
- 1994 : La Vie d'un héros
- 2003 : Eve (série télévisée)
- 2003 : Le Piège d'Issoudun
- 2004 : The Stones (en) (série TV)
- 2004 : Les Guerriers (téléfilm)
- 2006 : Le Mythe de la bonne mère (documentaire)
- 2009 : Suzie
- 2010 : Pour l'amour de Dieu
- 2015 : Autrui
- 2016 : 9, le film (segment Je me souviens)
- 2019 : Une manière de vivre

### Comme scénariste
- 1980 : L'Homme à tout faire
- 1984 : Sonatine
- 1993 : Deux actrices
- 1994 : La Vie d'un héros
- 2003 : Le Piège d'Issoudun
- 2004 : Les Guerriers (téléfilm)
- 2010 : Pour l'amour de Dieu
- 2015 : Autrui

### Comme productrice
- 1993 : Deux actrices
- 2003 : Le Piège d'Issoudun
- 2010 : Pour l'amour de Dieu

### Comme monteuse
- 1993 : Deux actrices
- 2003 : Le Piège d'Issoudun

## Distinctions

### Récompenses
- 1984 : Lion d'argent au Festival international du film de Venise pour Sonatine
- 1984 : Génie de la meilleure réalisation pour Sonatine[9]
- 1993 : prix AQCC-SODEC pour Deux actrices
- 1999 : prix Gémeaux du meilleur premier rôle féminin : dramatique pour Le Polock
- 2000 : prix Albert-Tessier pour sa contribution au milieu artistique québécois[3]
- 2003 : prix du Gouverneur général - prix de la réalisation artistique 2003 (Cinéma)[10]
- 2011 : Valois Magelis au Festival du film francophone d'Angoulême pour Pour l'amour de Dieu
- 2014 : prix Jutra-Hommage pour sa carrière dans le cinéma québécois[4]

### Nominations
- 1981 : prix Génie du meilleur réalisateur pour L'homme à tout faire[9]
- 1999 : prix Jutra de la meilleure actrice de soutien pour Aujourd'hui ou jamais
- 2004 : prix Jutra de la meilleure actrice pour Comment ma mère accoucha de moi durant sa ménopause
- 2018 : Prix Iris de la meilleure actrice de soutien au Gala Québec Cinéma pour son rôle de Pauline dans Les Affamés